# Таоденни 002
Метеорит Таоденни 002 (англ. Taoudenni 002) — второй по величине (после метеорита Загами) из когда-либо обнаруженных и крупнейший нераспиленный марсианский метеорит массой около 14,5 кг и диаметром 25 см, найденный в 2021 году северо-восточнее Таоденни в Мали.

## История
Местный охотник за метеоритами нашёл Taoudenni 002 возле соляной шахты в пустыне Мали и продал его в апреле 2021 года известному торговцу метеоритами Дэррилу Питту, купившему его для Музея минералов и драгоценных камней штата Мэн.
Дэррил Питт отправил небольшую часть метеорита массой 22,26 г в Институт метеоритики Университета Нью-Мексико для его проверки.

## Характеристики
Исходя из хорошей сохранности метеорита, предполагается, что он упал не позднее нескольких сотен лет назад. Taoudenni 002 содержит приблизительно 50 % пироксена, 25 % оливина и 20 % маскелинита (в виде игольчатых пластин размером 0,1 × 1 мм) с примесью ильменита, хромита, титаномагнетита и пирротина. Чёткое разграничение на поверхности метеорита указывает на части массы, находившиеся над и под землёй. На пропиле и сколах видна среднезернистая смесь светло-серых, светло-зелёных и оранжевых зёрен. Возраст Taoudenni 002, сформировавшегося вследствие импактного события, оценивается в 100 млн лет.